# Dívida (canção)
Dívida originalmente é uma faixa do álbum de estúdio Olelê, de 2000, do grupo brasileiro Ultramen. Posteriormente foi regravada ao vivo no CD e DVD Acústico MTV: Bandas Gaúchas com a particpação do cantor Falcão do grupo O Rappa. A canção fala da tentativa de um acerto de contas entre um devedor e uma pessoa lesada que tenta reaver, sem sucesso, uma quantia em dinheiro emprestada. A canção foi inspirada em Garfo no Bolso de Bezerra da Silva, sobre um homem que morre e deixa uma dívida, a levada foi inspirada nas canções de Jorge Ben Jor.

A gravação conta com a participação de Letícia Oliveira e Andréa Cavalheiro que fazem os vocais de apoio no refrão da canção. O solo de guitarra da canção foi realizado pelo vocalista Tonho Crocco e não pelo guitarrista Júlio Porto. A canção foi bastante executada em rádios do sul do país como a Ipanema FM e a Atlântida FM.
Em 2012, a canção foi gravada pela banda Sambô em parceria com o cantor Thiaguinho no álbum Estação Sambô - Ao Vivo.

## Prêmios e indicações
| Ano  | Prêmio                 | Versão            | Categoria           | Resultado |
| ---- | ---------------------- | ----------------- | ------------------- | --------- |
| 2005 | MTV Video Music Brasil | Ultramen e Falcão | Performance ao Vivo | Indicado  |